# WYFR
WYFR (ang. We're Your Family Radio) – rozgłośnia radiowa nadająca na falach krótkich wielojęzyczne programy mające na celu propagowanie chrześcijańskiej ewangelii. Działa ona w ramach Family Radio to Family Stations, Inc. (1958), organizacji typu non-profit.
Rozpoczęła nadawanie 20 października 1973 r. w Scituate w Massachusetts. Na początku były to programy w języku hiszpańskim i angielskim. Po kilku latach do oferty audycji dołączyły inne języki, a urządzenia nadawcze umieszczono również w Okeechobee na Florydzie.
W 1982 roku Family Radio powiększyło zasięg obejmując Indie i Daleki Wschód za pośrednictwem nadajników zlokalizowanych na Tajwanie.
Audycje w języku polskim:
- 08:00-08:45 7730 kHz
- 19:00-20:00 7590 kHz
- 21:00-22:00 11665 kHz